# Ben H. Guill
Ben Hugh Guill (* 8. September 1909 in Smyrna, Tennessee; † 15. Januar 1994 in Pampa, Texas) war ein US-amerikanischer Politiker. In den Jahren 1950 und 1951 vertrat er den Bundesstaat Texas im US-Repräsentantenhaus.

## Werdegang
Ben Guill besuchte bis 1933 das West Texas State College in Canyon. Danach arbeitete er als Lehrer und privater Geschäftsmann. Während des Zweiten Weltkrieges diente er zwischen 1942 und 1945 in der US Navy. Danach betätigte er sich in der Immobilienbranche. Politisch schloss er sich der Republikanischen Partei an. Nach dem Rücktritt des Abgeordneten Eugene Worley wurde Guill bei der fälligen Nachwahl für den 18. Sitz von Texas als dessen Nachfolger in das US-Repräsentantenhaus in Washington, D.C. gewählt, wo er am 6. Mai 1950 sein neues Mandat antrat. Da er bei den regulären Kongresswahlen des Jahres 1950 nicht bestätigt wurde, konnte er bis zum 3. Januar 1951 nur die laufende Legislaturperiode im Kongress beenden.
Im Juli 1952 war Guill Delegierter zur Republican National Convention in Chicago, auf der General Dwight D. Eisenhower als Präsidentschaftskandidat nominiert wurde. Zwischen 1953 und 1955 arbeitete er für das Bundespostministerium in Washington. Danach war er bis 1959 Mitglied des Federal Maritime Board, das dem Handelsministerium unterstand. Ansonsten arbeitete er als Berater. Ben Guill starb am 15. Januar 1994 in Pampa, wo er auch beigesetzt wurde.